# (346889) Rhiphonos
(346889) Rhiphonos – planetoida z rodziny centaurów.

## Odkrycie i nazwa
Odkrył ją Timur Kriaczko 28 sierpnia 2009 roku w stacji badawczej Zelenchukskaya. Nazwa planetoidy pochodzi od Rhiphonosa – jednego z dowódców centaurów, którzy dołączyli do Dionizosa w jego kampanii przeciwko Indiom. Przed nadaniem nazwy planetoida nosiła oznaczenie tymczasowe 1999 XX143.

## Orbita
(346889) Rhiphonos obiega Słońce w średniej odległości 10,77 j.a. w czasie 35 lat i 124 dni.